# 圣毛罗-卡斯泰尔韦代
圣毛罗-卡斯泰尔韦代（義大利語：San Mauro Castelverde），是意大利西西里大区巴勒莫广域市的一个市镇。总面积114平方公里，人口1737人，人口密度15.2人/平方公里（2014年）。ISTAT代码为082065。